# Sanremo
Sanremo és una ciutat amb prop de 57.000 habitants situada en la costa mediterrània de Ligúria occidental, a la província d'Imperia, a la zona nord-oest d'Itàlia. Va ser fundada en l'època romana i és coneguda per ser una destacada destinació turística en la Riviera i per ser l'amfitriona de diversos esdeveniments culturals tals com el festival de la cançó de Sanremo, o l'arribada de la Milà-Sanremo.

## Evolució demogràfica
| Gràfica d'evolució de Sanremo entre 1861 i 2011 |
|                                                 |
| Font: ISTAT                                     |

## Personatges il·lustres
- Carlo Jachino.
- Fausto Zonaro (1854-1929) famós pintor que hi passà els últims anys de la seva vida, i morí l'any (1929).
- Girolamo Saccheri (1667-1733), matemàtic i jesuïta.